# 坎伯蘭 (北卡羅萊納州)
坎伯蘭（英語：Cumberland）是位於美國北卡羅萊納州坎伯蘭縣的非建制地區。

## 歷史
坎伯蘭的郵局自1886年營運至今。

## 地理
坎伯蘭所處的海拔為高於海平面56米（即184英呎），而該地所採用的時區為UTC-5，即北美东部时区（EST）。同時該地設有夏令時間，為UTC-5調快一小時，即UTC-4（EDT）。